# Тшебњица
Тшебњица (пољ. Trzebnica) град је у Пољској у Војводству доњошлеском. По подацима из 2012. године број становника у месту је био 12 741.

## Становништво
| 2012.  |
| ------ |
| 12 741 |